# Indigofera ionii
Indigofera ionii är en ärtväxtart som beskrevs av Jarvie och Charles Howard Stirton. Indigofera ionii ingår i släktet indigosläktet, och familjen ärtväxter. Inga underarter finns listade i Catalogue of Life.